# Kevin De Weert
Pour les articles homonymes, voir De Weert.
Kevin De Weert, né le 27 mai 1982 à Duffel, est un coureur cycliste belge professionnel de 2003 à 2015. Après sa carrière, il devient sélectionneur de l'équipe belge, puis responsable de la performance chez Lotto-Soudal.

## Biographie

### Débuts cyclistes et carrière chez les amateurs
Kevin De Weert commence le cyclisme en 1998. Il devient champion de Belgique du contre-la-montre des débutants la même année.
En 2001, il intègre l'équipe Rabobank Beloften et participe aux championnats du monde de 2001 à Lisbonne au Portugal. Il y prend la 12e place du contre-la-montre des moins de 23 ans et la 19e de la course en ligne de cette catégorie. 
En 2002, il finit cinquième du Tour de l'Avenir et neuvième du Paris-Roubaix espoirs, et gagne le Tour de Liège. Il est à nouveau présent aux championnats du monde espoirs, disputés à Zolder en Belgique. Il obtient la 20e place du contre-la-montre et finit 44e de la course en ligne. En fin de saison, il est lauréat du Vélo de cristal du meilleur jeune cycliste belge de l'année.

### Carrière professionnelle
Passé professionnel chez Rabobank l'année suivante, De Weert y joue un rôle d'équipier pendant deux ans avant de rejoindre l'équipe Quick Step-Innergetic en 2005, puis Cofidis en 2006. Avec cette équipe, il termine quatrième de l'Étoile de Bessèges 2007.
Il rejoint de nouveau Quick Step en 2009, il finit notamment 20e du Tour d'Espagne et 13e des Quatre Jours de Dunkerque.
En 2010, toujours chez Quick Step, il réalise un Top 20 sur le Tour de France. Il est  le deuxième meilleur belge au classement général derrière Jurgen Van den Broeck, quatrième,.
En 2011, il est sélectionné pour Tour de France. À l'attaque dans la 17e étape entre Gap et Pignerol, il signe son meilleur résultat sur un grand tour en finissant 12e du classement général, et premier Belge,.
En 2012, Kevin De Weert dispute notamment les classiques ardennaises, le Tour de France, le Tour d'Espagne. Lors de cette Vuelta, il prend la troisième place de la 20e étape, à la Bola del Mundo. Aux championnats du monde, dans le Limbourg néerlandais, il dispute la course en ligne avec un rôle d'équipier pour Tom Boonen et Philippe Gilbert,. Ce dernier remporte le titre en attaquant seul dans la dernière ascension du Cauberg. De Weert ne termine pas la course.
Le 27 mai 2015, il décide de mettre un terme à sa carrière de coureur cycliste.

### reconversion  professionnelle
En 2016, il succède à Carlo Bomans en tant que sélectionneur de l'équipe nationale belge de cyclisme sur route masculines professionnelle. Pour sa première année en tant que sélectionneur, il obtient le titre olympique avec Greg van Avermaet. En fin d'année, il est récompensé du Vélo de cristal du meilleur directeur sportif. 
En 2018, il devient également sélectionneur des espoirs belges. 
En 2019, il quitte son poste de sélectionneur pour devenir responsable de la performance au sein de l'équipe belge Lotto-Soudal. La veille du départ du Tour d'Espagne 2019, il est provisoirement suspendu par l'équipe à la suite d'un incident lié à la consommation d'alcool,. Il est remplacé par Maxime Monfort.

## Palmarès et classements mondiaux

### Palmarès
| - 1998 - Champion de Belgique du contre-la-montre débutants - 1999 - 2e du championnat de Belgique du contre-la-montre juniors - 6e du championnat du monde sur route juniors - 2000 - Champion de Belgique du contre-la-montre juniors - Kuurnse Leieomloop - Tour de Toscane juniors - 3e étape des Deux Jours du Heuvelland - Ledegem-Kemmel-Ledegem - Trophée des Flandres - 1rea étape de la Ster van Zuid-Limburg (contre-la-montre) - 2e des Deux Jours du Heuvelland - 3e du Grand Prix Général Patton - 4e du championnat du monde sur route juniors | - 2001 - 2e étape du Triptyque des Barrages (contre-la-montre) - Tour de Seine-et-Marne : - Classement général - 1re étape (contre-la-montre par équipes) - 2e du Triptyque des Monts et Châteaux - 2e du Triptyque des Barrages - 2002 - Tour de Liège : - Classement général - 1re étape - 2e du Zesbergenprijs Harelbeke - 3e du Tour de la Manche - 3e du Grand Prix des Nations espoirs - 3e du Grand Prix Raf Jonckheere |  |

### Résultats sur les grands tours

#### Tour de France
3 participations
- 2010 : 17e[note 2],[7]
- 2011 : 12e[note 3],[8]
- 2012 : 70e

#### Tour d'Italie
1 participation
- 2008 : abandon (6e étape)

#### Tour d'Espagne
9 participations
- 2004 : 71e
- 2005 : 94e
- 2006 : 74e
- 2008 : 59e
- 2009 : 20e
- 2010 : 64e
- 2011 : 91e
- 2012 : 41e
- 2013 : abandon (11e étape)

### Classements mondiaux
| Année                  | 2002  | 2003 | 2004 | 2005 | 2006 | 2007 | 2008 | 2009 | 2010 | 2011 | 2012 | 2013 | 2014 | 2015 |
| ---------------------- | ----- | ---- | ---- | ---- | ---- | ---- | ---- | ---- | ---- | ---- | ---- | ---- | ---- | ---- |
| Classement UCI         | 1081e | 720e | 610e |      |      |      |      |      |      |      |      |      |      |      |
| Classement ProTour     |       |      |      | nc   | nc   | nc   | nc   |      |      |      |      |      |      |      |
| Calendrier mondial UCI |       |      |      |      |      |      |      | 231e | 147e |      |      |      |      |      |
| UCI World Tour         |       |      |      |      |      |      |      |      |      | 107e | 198e | nc   | nc   | nc   |

## Distinctions
- Vélo de cristal du meilleur jeune belge : 2002
- Vélo de cristal du meilleur équipier : 2005
- Vélo de cristal du meilleur directeur sportif : 2016